# 潘和協
潘和協（1927年10月27日—2013年9月14日），教名瑪麗·保羅（Marie-Paul），原越南共和國軍裝甲騎兵將領，准將軍銜。他出身法蘭西聯盟軍在越南中部開設的地方軍校（trường Võ bị Địa phương）的第一期。離開學校後，他被選入裝甲騎兵兵種。後來轉任師級步兵單位的指揮官。他在1973年巴黎和平協約簽訂後，擔任聯合軍事委員會的越南共和國代表團副團長和團長。1975年越南共和國滅亡時潘和協逃往美國。2002年後，他是美國越南裔社區中大越國民黨其中一個派系的領導者。2013年在美國佛羅里達州去世。

## 生平

### 早年經歷
潘和協1927年10月27日出生於越南中部顺化的一個儒學家庭中。越南人民軍大將陳文茶在回憶錄《三十年戰爭終結》中提到，據說潘和協的父親是法國人，母親是越南人，所以他的真名實際上“弗郎索瓦·諧”，“潘和”則是“弗郎索瓦”的音譯。由於家庭的影響，潘和協具有不錯的教育背景。1947年，他在順化畢業於法國高中，獲得了半部分秀才文憑（第一部分）。在參軍前，他在廣治擔任了一段時間公務員。
陳文茶稱，潘和協在巴黎和平協約簽訂後的一次副團長會議中，向他表示自己曾在1945年八月革命時期在越盟服役於第3師，並且是陳文茶的部下。

### 法蘭西聯盟軍隊
1950年7月，潘和協應徵加入法蘭西聯盟軍隊。就讀於1950年8月1日開學的越南中部地方軍事學校第一期。1951年4月1日期滿，以准尉軍銜畢業。離開學校後，潘和協在偵察車單位中擔任排長。

### 脚注
1. ↑  一說廣治。

## 外部鏈接
- Hiep Phan Obituary - Orlando, Florida - Baldwin-Fairchild Funeral Home - Ivanhoe Chapel （页面存档备份，存于）
- Tang Lễ Chuẩn Tướng Phan Hòa Hiệp - The Funeral Ceremony of Former Vietnamese General Phan Hoa Hiep （页面存档备份，存于）